# غريغوري فارغاس
غريغوري فارغاس (بالإسبانية: Gregory Vargas)‏ مواليد 18 فبراير 1986 في فنزويلا، هو لاعب كرة سلة فنزويلي. بدأ مسيرته الاحترافية في سنة 2004. يحمل الرقم 16. يبلغ طوله 5 قدم 11 بوصة (1.8 م). مثّل منتخب بلاده. شارك في دورة الألعاب الأولمبية الصيفية سنة 2016. حقق المركز الأول في بطولة أمم الأمريكتين لكرة السلة 2015.

## سجل المنافسة
شارك في المنافسات التالية:
- الألعاب الأولمبية الصيفية 2016
- بطولة أمم الأمريكتين لكرة السلة 2013
- بطولة أمم الأمريكتين لكرة السلة 2015

## الميداليات
| الميدالية | المسابقة                             |
| --------- | ------------------------------------ |
| ذهبية     | بطولة أمم الأمريكتين لكرة السلة 2015 |

## روابط خارجية
- غريغوري فارغاس على موقع الاتحاد الدولي لكرة السلة (الإنجليزية)
- غريغوري فارغاس على موقع الدوري الإسباني لكرة السلة (الإسبانية)
- غريغوري فارغاس على موقع كرة السلة الأوروبية.كوم (الإنجليزية)
- غريغوري فارغاس على موقع ريلجم (الإنجليزية)
- غريغوري فارغاس على موقع بروبوليرز (الإنجليزية)
- غريغوري فارغاس على موقع سبورتس رفرنس (الإنجليزية)
- غريغوري فارغاس على موقع أوليمبيديا (الإنجليزية)